# Astronomija u 2001.
◄◄ | ◄ | 1998. | 1999. | 2000. | 2001.  | 2002. | 2003. | 2004. | ► | ►►
Arhitektura • Astronautika • Astronomija • Biologija • Film • Fotografija • Glazba • Kazalište • Kemija • Kiparstvo • Knjige • Književnost • Kršćanstvo • Meteorologija • Medicina • Planinarstvo • Politika • Pravo • Promet • Slikarstvo • Strip • Šport • Televizija • Znanost • Zrakoplovstvo • Željeznički promet
Astronomija u 2001.

## Astronomske pojave
- 21. lipnja − potpuna pomrčina Sunca[1]
- 14. prosinca − prstenasta pomrčina Sunca[1]

## Vanjske poveznice
|  | Zajednički poslužitelj ima još gradiva o temi Astronomija u 2001. |